# إسهال برينيرد
إسهال برينيرد(بالإنجليزية: Brainerd diarrhea)‏ هو حالة من الإسهال المزمن الفجائي ، قد يستمر لعدة أشهر ولا يستجيب للمضادات الحيوية. ويعود اسمه لبلدة برينرد، في مينيسوتا، حيث وقعت أول حالة ظهور للمرض عام 1983.

## الاعراض
إسهال برينيرد يعتبر متلازمة لبداية حادة من الإسهال المائي (3 مرات أو أكثر من البراز الرخو لكل يوم) وقد يستمر ل 4 أسابيع أو أكثر، والتي يمكن أن يحدث في تفشي مستمر أو على شكل حالات متفرقة. ويتميز في الاستعجال وغالبا عن طريق سلس البول والغائط. وتشمل الاعراض المرافقة الغاز، وتشنج معتدل في البطن ، التعب. الغثيان، والتقيؤ، وأعراض مثل الحمى قد تكون نادرة، فقدان الوزن .

## الأسباب
على الرغم من التحقيقات السريرية والمخبرية واسعة النطاق لكشف هذه الحالة ، لم يتم بعد تحديد سبب لإسهال برينرد. على الرغم من أنه يعتقد أن يكون وكيل المعدية، وكانت عمليات بحث مكثفة لمسببات الأمراض مثل البكتيرية والطفيليات، والفيروسات غير ناجحة حتى الآن. يبقى احتمال أن يحدث الإسهال برينرد بواسطة السموم الكيميائية، ولكن لم يتم العثور على مثل هذه السموم حتى الآن. وقد ارتبط ذلك مع استهلاك الحليب الخام أو فاقد الصلاحية. والمياه غير المعالجة. and untreated water. من بين عشرة من حالات تفشي هذا المرض ذكرت منذ عام 1983، كانت تسعة في الولايات المتحدة وواحدة لشخص يدعى جوزيف مولهولاند في نيوزيلندا . وكانت خصائص كل اندلاع مماثلة لتلك الحالات التي تسببت من قبل عامل مسبب للمرض . على الرغم من تفشي كبير نسبيا (117 مريضا) وقعت في عام 1996 في مقاطعة فانين، في تكساس .،  وكان أكبر اندلاع (122 مريضا) نسخة أصلية واحدة في برينرد، MN. لم تكن هناك أي حالات ثانوية مبلغ عنها في أي من الحالات ، مما يدل على أن العامل المسبب للمرض لا يمكن تمريره من شخص لآخر أي عن طريق العدوى ، ولكن يبدو أن الماء المغلي لإبطال نشاط عامل مسبب للمرض برينرد. رغم عدم وجود العلاج المتاح، ولكن يبدو أن المرض يعالج نفسه بنفسه ، على الرغم من أن هذه العملية قد تستغرق شهورا إن لم يكن سنوات.

## العلاج
لا يوجد علاج معروف ومحدد للإسهال برينرد. وقد حاولت مجموعة متنوعة من العوامل المضادة للجراثيم ولكن دون جدوى، بما في ذلك الميثوبريم-سلفاميثوكسازول، سيبروفلوكساسين، الدوكسيسيكلين، الأمبيسلين، ميترونيدازول، وباروموميسين. ولم كان هناك أي رد سلبي على المنشطات أو مضادات للالتهاب. ما يقرب من 50٪ من المرضى يعطون بعض الراحة مع جرعات عالية من الادوية الأفيونية antimotility، مثل وبيراميد، ديفينوكسيلات، وصبغة الأفيون الكافورية.

## وصلات اضافية
- CDC information on Brainerd Diarrhea

http://www.cdc.gov/ncidod/dbmd/diseaseinfo/brainerddiarrhea_g.htm
http://www.cdc.gov/nczved/divisions/dfbmd/diseases/brainerd_diarrhea/technical.html